# Chondrodactylus laevigatus
Chondrodactylus laevigatus (товстопалий гекон Фішера) — вид геконоподібних ящірок родини геконових (Gekkonidae). Мешкає в Африці на південь від Сахари. Вид названий на честь південноафриканського герпетолога Вівіана Фітц-Сімонса.

## Поширення і екологія
Товстопалі гекони Фішера поширені від Південно-Африканської Республіки до Південної Кенії. Вони живуть у саванах, напівпустелях та сухих чагарникових заростях, де трапляються на кам'янистих ділянках, на висоті від 10 до 1800 м над рівнем моря.